# نور قطب عالم
نور قطب عالم (بالعربية: نور قطب عالم)، (بالبنغالية: নূর কুতুব আলম) كان باحثًا إسلاميًا من القرن الرابع عشر في البنغال. كان مقره في العاصمة البنغالية السابقة حضرة باندوا، وكان ابن وخليفة علاء الحق، أحد كبار العلماء في سلطنة البنغال. يشتهر بجهوده في الحفاظ على الحكم الإسلامي للبنغال ضد راجا غانيشا وريادة تقليد الدوباشي للأدب البنغالي.ـ

## النشأة والأسرة
وُلد نور قطب عالم في مدينة حضرة باندوا لعائلة مسلمة بنغالية تنحدر من نسل خالد بن الوليد، القائد العربي وصاحب النبي محمد، الذي ينتمي لعشيرة بني مخزوم في قريش.ـ تم توظيف أبناء عمومته وأعمامه وأجداده في سلطنة البنغال، مع شقيقه أعظم خان، الذي كان يشغل منصب الوزير (رئيس الوزراء). كان والده، علاء الحق، باحثًا في بلاط البنغال وعُهد بخزانتها في عهد اسكندر شاه. جده الشيخ أسعد الخالدي هاجر من لاهور إلى البنغال وشغل منصب وزير مالية السلطنة. كان نور قطب زميلًا لغياث الدين أعظم شاه، ـ يدرس تحت إشراف القاضي حميد الدين الناغوري في راجنغر، بيربهوم.ـ

## مسار وظيفي
كان نور قطب عالم يقوم بجميع أنواع الأعمال اليدوية. لقد خدم والده بنفسه والفقراء الذين يأتون إلى الخانقاه بغسل ملابسهم وحمل الماء والوقود والحفاظ على المياه دافئة للوضوء وتنظيف الحمامات. بخلاف أبنائه، الشيخ رفق الدين (والد الشيخ زاهد) والشيخ أنور، ـ كان عالم أيضًا مدرسًا لحسام الدين مانيكبوري وشاه كاكو.ــ
فضل نور قطب الانشغال بالروحانية، وهذا واضح من رفضه لطلب شقيقه وزير عزام خان أن يتم تعيينه في الحكومة.ـ أدى فريضة الحج (الحج إلى مكة) عدة مرات.ـ
مع اضطهاد المسلمين البنغاليين في أعقاب انقلاب راجا غانيشا، كتب نور قطب عالم رسالة إلى السلطان إبراهيم شرقي من جونبور لتحرير البنغال. كما بعث برسالة إلى تلميذ والده أشرف جهانجير سمناني، الذي كان في جونبور، ليطلب أيضًا من إبراهيم شرقي القيام بذلك. استجابةً للطلب، تقدم إبراهيم شرقي باتجاه البنغال، مما هدد حكم غانيشا. ناشد غانيشا عالم لوقف الغزو، لكن شرط نور قطب كان أن يقبل الإسلام. ومع ذلك، منعت زوجة غانيشا زوجه من التحول، وبدلاً من ذلك عرضوا ابنه، جادو، على الشيخ. بتوجيه من نور قطب، أصبح جادو مسلمًا باسم محمد، وصعد العرش باسم جلال الدين محمد شاه.ـ ثم طلب نور قطب من إبراهيم شرقي العودة من البنغال، لكنه رفض، واستمر بالهجوم ضد راجا غانيشا فيما يعرف بالمواجهة بين البنغال وجونبور.ـ

## يعمل
كتب نور قطب عالم أكثر من 121 كتابًا، جمعها جميعًا مريده حسام الدين مانيكبوري. أفيانه الكبيران هما مغيث الفقراء وأنيس الغرباء . مخطوطة من السابق محفوظة في مكتبة خاصة في خليفاباغ، بهاجالبور، بيهار. توجد نسخة أخرى غير مكتملة محفوظة في مكتبة الجمعية الآسيوية للبنغال في كلكتا (المجموعة رقم 466) إلى جانب نسختين من الكتاب الأخير (المجموعة رقم 1212 و 1213).ـ
كتب نور قطب عالم أيضًا عدة رسائل إلى شخصيات مهمة مختلفة. جمع عبد الحق الدهلوي ثلاثة عشر من هذه الكتابات تحت عنوان مكتوبات نور قطب عالم وهي محفوظة في الأرشيف الوطني للهند في دلهي.

## الموت والإرث
من المسلم به عمومًا أن عالم توفي عام 818 هـ (1415-14 م)، وكان كرونوجرام هذا التاريخ هو Nur banur-shud (ذهب النور إلى النور).ـ وهذا واضح أيضًا من التاريخ الذي استشهد به الكتاب في حوزة حراس ضريحه بالإضافة إلى كتاب القرن السابع عشر «ميرات الأسرار».ـ وأعقبت وفاته محاولة غانيشا الثانية للسيطرة على البنغال على الرغم من وفاة غانيشا بعد بضع سنوات.ـ
تم دفنه بالقرب من والده في درقاعة شاه هزاري، ـ واحدة من درقاعة الرئيسية في البنغال. تقع في حضرة باندوا وبجوار علماء البنغال المعاصرين الآخرين مثل جلال الدين التبريزي. اعتاد السلاطين اللاحقون، مثل علاء الدين حسين شاه (حكم من 1494 إلى 1519)، القيام بزيارات سنوية للضريح، ويشتهر بمنحهم عددًا من القرى لصيانة منزل الصدقات والمدرسة الملحقة ببيت شاش هزاري.ـ كما شيد أحد أحفاده مسجد قطب شاه المجاور تكريما له.ـ في عهد الإمبراطور جهانجير، كان وصي ضريحه هو سليله وخليفته ميان الشيخ مسعود، المعروف أيضًا باسم شاه مقام. قدم جنرال مغول الهند ميرزا ناثان، مؤلف كتاب Baharistan-i-Ghaibi، احترامه للسابقين الذين رحلوا وأمضى عدة أيام في الضريح.ـ